# ブロックM駅
ブロックM駅（ブロックMえき、インドネシア語: Stasiun Blok M）はジャカルタ首都特別州南ジャカルタ市クバヨラン・バルにある、ジャカルタ都市高速鉄道（MRT）南北線の駅。バンク・セントラル・アジア（BCA）が当駅のネーミングライツを取得していることからブロックM BCA駅（インドネシア語: Stasiun MRT Blok M BCA）とも呼称される。

## 歴史
2019年3月24日に南北線第1期区間（ブンダランHI-ルバックブルス間）の開通と共に開業。

## 駅構造

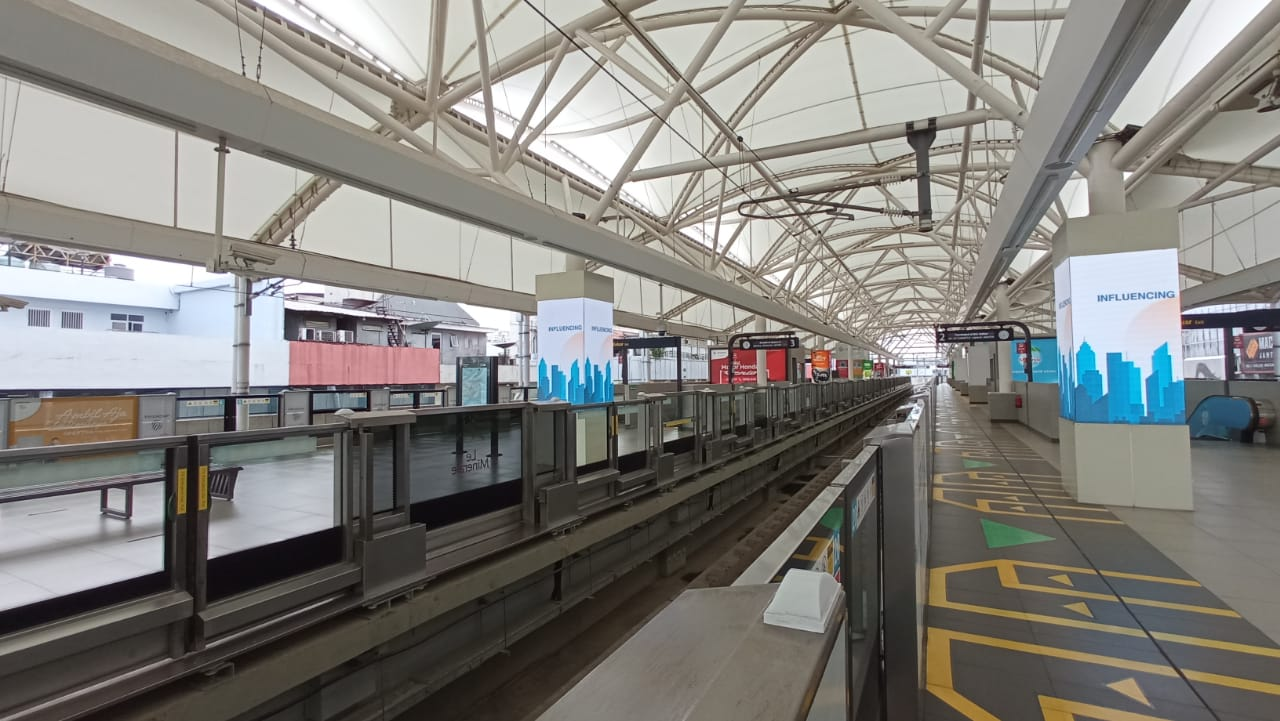
プラットホーム

パンリマ・ポレム通り上にある高架駅。駅舎全長は175メートル、駅舎の幅は26メートル、駅舎の高さは路面から25メートルの高さがある。2階がコンコース・改札階、3階がホーム階である。ホームは島式2面3線を有しており、中線は両方向共用となっている。可動式ホーム柵完備。

### のりば
| 番線 | 路線   | 行先                           |
| ---- | ------ | ------------------------------ |
| 1・2 | 南北線 | ルバックブルス方面             |
| 3・4 | 南北線 | ドゥクアタス・ブンダランHI方面 |

## 駅周辺
- ターミナル・ブロックM（インドネシア語版）
- マーサ・ティアハフ公園（インドネシア語版）
- ジャカルタ国立第6高等学校（インドネシア語版）
- ジャカルタ国立第70高等学校（インドネシア語版）
- ジャカルタ国立第29高等学校（インドネシア語版）
- ブロックMプラザ（インドネシア語版）
- ブロックMスクエア（インドネシア語版）
- ネオホテル・メラワイ
- ゴールデン・ブティック・ホテル・メラワイ
- パパイヤ・フレッシュ・ギャラリー ブロックM店
- インドマレット（インドネシア語版、英語版） メラワイ店

## 隣の駅
ジャカルタ都市高速鉄道
 南北線
ASEAN駅 - ブロックM駅 - ブロックA駅